# Kukania

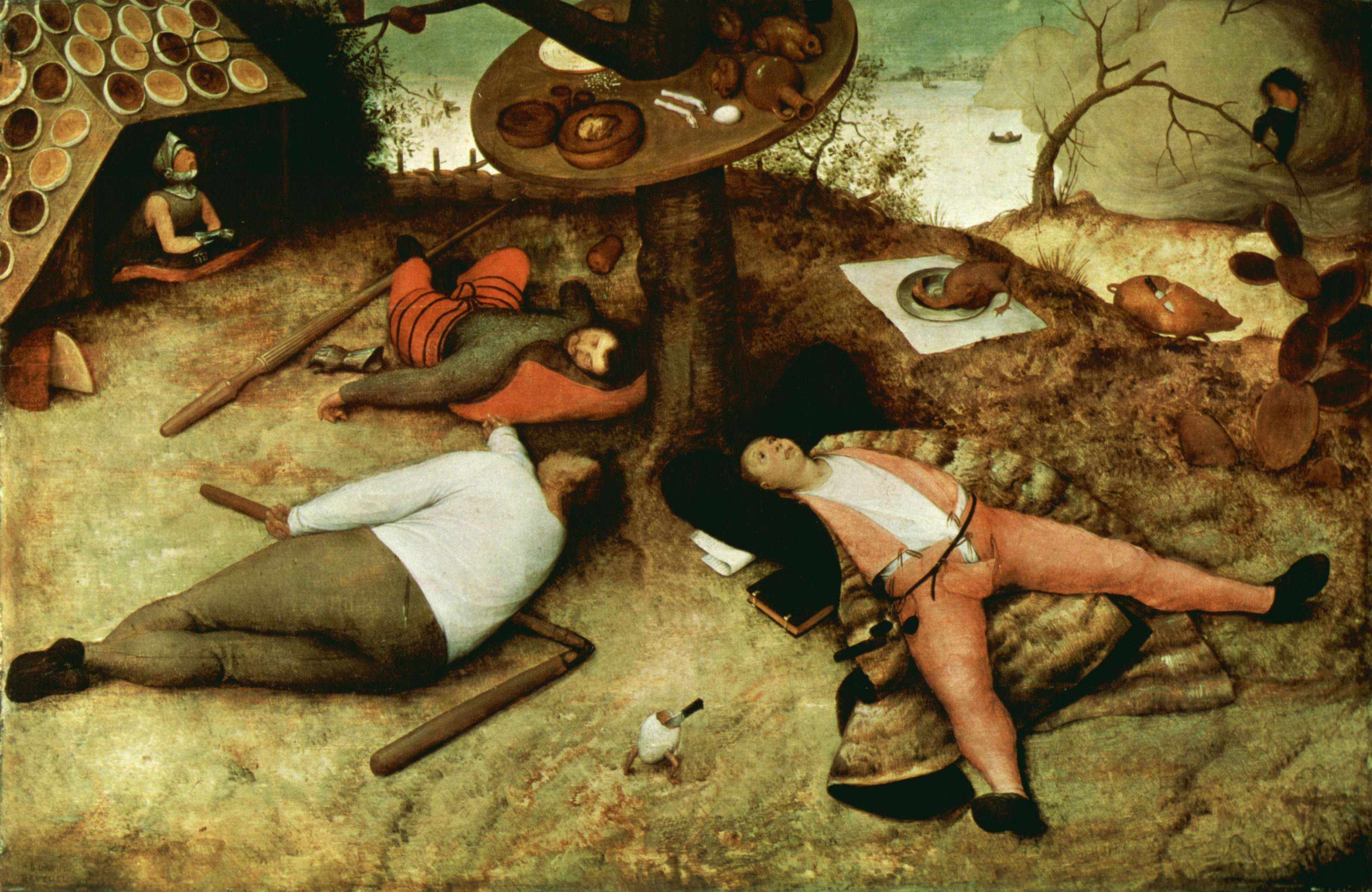
Pieter Bruegel, Kraina szczęśliwości, 1567

Kukania, Kraina pieczonych gołąbków – w średniowiecznej legendzie bajeczna kraina wiecznej szczęśliwości, obżarstwa i próżnowania.
Etymologia nazwy Cocagne jest nieznana, próbowano wyprowadzać ją ze średniowiecznej łaciny i języka prowansalskiego, jak również z francuskiego cuisine (kuchnia) lub włoskiego cuccagna (obfitość). Przeniknęła ona do wielu języków europejskich: ang. Cokaygne lub Cockaigne, wł. Cuccagna czy hiszp. Cucaña. W języku niemieckim jej odpowiednikiem jest Schlaraffenland (również nieznanego pochodzenia), po polsku także Krzczelów i Kraj Jęczmienny lub spolszczona wersja nazwy niemieckiej – Szlarafia.
Najstarszym źródłem podającym informacje na temat Kukanii jest rękopis z ok. 1250 roku, zawierający 200 ośmiozgłoskowych wersów opisujących podróż nieznanego autora w ramach pokuty zadanej przez papieża. Bohater trafia do cudownej krainy, pełnej wszelakiego dostatku. Jej mieszkańcy są nad wyraz szlachetni i gościnni, chodzą ubrani w jedwabie i najdroższe sukna, a większość dnia spędzają na beztroskim śnie. Im kto więcej śpi, tym bardziej jest bogaty. Kraina pełna jest wędzonych ryb i najlepszych mięs, ulice zastawione są stołami pełnymi jedzenia, przy których każdy może usiąść i jeść do woli. Miesiąc w Kukanii liczy 6 tygodni, a każdy dzień jest świętem lub niedzielą. W ciągu roku są cztery Wielkanoce, Wigilie św. Jana, winobrania, Boże Narodzenia, karnawały, święta Matki Boskiej Gromnicznej i Wszystkich Świętych. Jedyny post obchodzi się raz na 20 lat. Pełne zbóż pola grodzone są kiełbasami, a domy zbudowane z mięs i placków. W dodatku trzy razy w tygodniu z nieba spada deszcz gorących kiszek, a rzeki pełne są wina. Na polach leżą sakwy z pieniędzmi, lecz ze względu na to, iż wszystko jest za darmo, są one zupełnie bezużyteczne. Mieszkańcy Kukanii, zarówno kobiety, jak i mężczyźni, mogą do woli spółkować, z kim tylko mają ochotę. Cudowne źródło w krainie zapewnia każdemu wieczną młodość.
Opis Kukanii stanowi projekcję lęków średniowiecznego człowieka przed wszechobecnym głodem i śmiercią oraz tęsknoty za wypoczynkiem. Swoboda seksualna panująca w krainie jest wyrazem buntu przeciw średniowiecznej moralności, regulowanej przez nakazy i zakazy wypływające z nauki Kościoła.
Motyw Kukanii jako krainy szczęścia i beztroski ma swoje korzenie w starożytności (zob. Arkadia). Pojawia się on w wielu dziełach literatury i sztuki, także renesansowej. Jest ściśle związany z takimi motywami jak walka postu z karnawałem i świat na opak. Jako Bengodi pojawia się w Dekameronie (dzień 8, opowieść 3) Giovanniego Boccaccia. Pojawia się w zbiorze pieśni Carmina Burana, w części Ego sum abbas [Cucaniensis] – „Jestem opatem Kukanii”, wykorzystanej później także przez Carla Orffa. Do Szlarafii dopływają bohaterowie Okrętu błaznów Sebastiana Branta. Na francuskiej wsi jego projekcją jest ludowa zabawa znana jako słup szczęścia (le mât de cocagne), w trakcie której trzeba się wspiąć na namydlony słup, by dostać się do nagrody (najczęściej jakiegoś smakołyku) umieszczonej na szczycie.